# Dalekie (Poznań)
Pour les articles homonymes, voir Dalekie.
Dalekie (prononciation : [daˈlɛkʲɛ]) est un village polonais de la gmina de Rokietnica dans le powiat de Poznań de la voïvodie de Grande-Pologne dans le centre-ouest de la Pologne.
Il se situe à environ 6 kilomètres au sud-ouest de Rokietnica (siège de la gmina) et à 19 kilomètres au nord-ouest de Poznań (siège du powiat et capitale régionale).

## Histoire
De 1975 à 1998, le village faisait partie du territoire de la voïvodie de Poznań.

Depuis 1999, Dalekie est situé dans la voïvodie de Grande-Pologne.